# 蝙蝠葛
蝙蝠葛（学名：Menispermum dauricum），为防己科蝙蝠葛属下的一个植物种。

## 相关药材
北豆根，
【拼音】	 Beidougen
【英文】	Asiatic Moonseed Rhizome
【拉丁】	 Menispermi Rhizoma
【類別】	 根及根莖類
【來源】	防己科植物蝙蝠葛Menispermum dauricum DC.的乾燥根莖。
【產地】	主產山東、山西、河北等地。

## 外部連結
- 北豆根 Beidougen （页面存档备份，存于） 中藥材圖像數據庫 (香港浸會大學中醫藥學院) （中文）（英文）
- 蝙蝠葛堿 Dauricine （页面存档备份，存于） 中草藥化學圖像數據庫 (香港浸會大學中醫藥學院) （中文）（英文）
- 蝙蝠葛蘇林堿 Daurisoline （页面存档备份，存于） 中草藥化學圖像數據庫 (香港浸會大學中醫藥學院) （中文）（英文）